# 주다발
위상수학에서 주다발(主-, 영어: principal bundle)은 올이 위상군인 올다발이다. 이 경우, 위상군의 군론적 및 위상학적 성질이 다발의 위상학적 성질과 서로 호환되어야 한다. 즉 밑이 위상 공간 {\displaystyle X}이고 올이 위상군 {\displaystyle G}인 주다발은 국소적으로 {\displaystyle X\times G}와 같으나, 대역적으로 다를 수 있다.

## 정의
다음 데이터가 주어졌다고 하자.
- 위상 공간 {\displaystyle X}
- 위상군 {\displaystyle G}

그렇다면, 올이 {\displaystyle G}이고 밑이 {\displaystyle X}인 주다발은 다음과 같은 데이터로 주어진다.
- 올이 {\displaystyle G}인 올다발 {\displaystyle \pi \colon P\twoheadrightarrow X}
- 연속 오른쪽 작용 {\displaystyle P\times G\to P}

이 데이터는 다음 두 조건을 만족시켜야 한다.
- 모든 {\displaystyle g\in G}, {\displaystyle p\in P}에 대하여, {\displaystyle \pi (p\cdot g)=\pi (p)}. 즉, 각 {\displaystyle x\in X}에 대하여, {\displaystyle G}는 올 {\displaystyle P_{x}} 위에 작용한다.
- 임의의 {\displaystyle p,p'\in G}에 대하여, 만약 {\displaystyle \pi (p)=\pi (p')}이라면, {\displaystyle p\cdot g=p'}인 {\displaystyle g\in G}가 유일하게 존재한다. 즉, 임의의 {\displaystyle x\in X}에 대하여, 오른쪽 작용 {\displaystyle P_{x}\times G\to P_{x}}는 정추이적 작용이다. 여기서 {\displaystyle P_{x}=\pi ^{-1}(\{x\})}는 {\displaystyle x} 위의 {\displaystyle P}의 올이다.

두 조건 가운데 첫째 조건은 다음과 같은 가환 그림으로 표현된다.
{\displaystyle {\begin{matrix}\!\!P\times G\!\!&{\overset {\cdot }{\to }}&P\\{\scriptstyle \!\!\!\!\!\!\!\!\operatorname {proj} _{1}}\downarrow {\scriptstyle \color {White}{\operatorname {proj} _{1}}\!\!\!\!\!\!\!\!}&&{\!\!\!\!\scriptstyle \color {White}\pi }\downarrow \scriptstyle \pi \!\!\!\!\\P&{\underset {\pi }{\to }}&X\end{matrix}}}
두 조건 가운데 둘째 조건은 다음과 같은 가환 그림으로 표현된다.
{\displaystyle {\begin{matrix}&&\!\!\!\!\!\!\!\!P\times G\!\!\!\!\!\!\!\!\\&{\!\!\!\!\!\!\!\!\!\!\!\!\!\!\!\!^{\operatorname {proj} _{1}}}\!\!\!\!\swarrow \!\!\!\!\!\!\!\!\!\!\!\!\!\!{\color {White}^{\operatorname {proj} _{1}}\!\!\!\!\!\!}&{\scriptstyle \!\!\!\!\color {White}\exists !}\uparrow \scriptstyle \exists !\!\!\!\!&{\!\!\!\!\color {White}^{\cdot }}\searrow ^{\cdot }\!\!\!\!\\P&{\xleftarrow {p}}&\bullet &{\xrightarrow {p'}}&P\\&{_{\pi }}\searrow {\color {White}_{\pi }}&&{\color {White}_{\pi }}\swarrow {_{\pi }}\\&&X\end{matrix}}}
만약
- {\displaystyle G}가 리 군이며,
- {\displaystyle P}와 {\displaystyle X}가 매끄러운 다양체이며,
- {\displaystyle \pi \colon P\to X}가 매끄러운 함수이며,
- {\displaystyle G}의 작용 {\displaystyle P\times G\to P} 역시 매끄러운 함수라면

{\displaystyle (X,G,P,\pi )}를 매끄러운 주다발(-主-, 영어: smooth principal bundle)이라고 한다.

### 주다발 사상
다음과 같은 데이터가 주어졌다고 하자.
- 두 위상 공간 {\displaystyle X}, {\displaystyle Y}
- 위상군 {\displaystyle G}와 {\displaystyle H}
- {\displaystyle G}-주다발 {\displaystyle \pi _{P}\colon P\twoheadrightarrow X}, {\displaystyle \pi _{Q}\colon Q\twoheadrightarrow Y}

이 두 주다발 사이의 주다발 사상(영어: principal bundle morphism) {\displaystyle (f,\phi )}는 다음과 같은 데이터로 구성된다.:§1
- 연속 함수 {\displaystyle f\colon X\to Y}
- 연속 함수 {\displaystyle \Phi \colon P\to Q}
- 연속 군 준동형 {\displaystyle \phi \colon G\to H}

이 데이터는 다음 조건을 만족시켜야 한다.
{\displaystyle \Phi (p\cdot g)=\Phi (p)\cdot \phi (g)\qquad \forall (p,g)\in P\times G}
{\displaystyle f\circ \pi _{P}=\pi _{Q}\circ \Phi }
즉, 다음 가환 그림이 성립해야 한다.
{\displaystyle {\begin{matrix}P\times G&{\xrightarrow {(\Phi ,\phi )}}&Q\times H\\{\scriptstyle \cdot }\downarrow {\scriptstyle \color {White}\cdot }&&{\scriptstyle \color {White}\cdot }\downarrow \scriptstyle \cdot \\P&{\xrightarrow {\Phi }}&Q\\{\scriptstyle \pi _{P}}\downarrow {\scriptstyle \color {White}{\pi _{P}}}&&{\scriptstyle \color {White}{\pi _{Q}}}\downarrow {\scriptstyle \pi _{Q}}\\X&{\xrightarrow[{f}]{}}&Y\end{matrix}}}
주다발 사상 {\displaystyle (f,\Phi ,\phi )}에서, 만약 {\displaystyle X=Y}이며, {\displaystyle f=\operatorname {id} _{X}}가 항등 함수이며, {\displaystyle \phi }가 단사 함수라면 (즉, 부분군의 포함 사상이라면) {\displaystyle (\Phi ,\phi )}를 구조군 축소(構造群縮小, 영어: reduction of structure group)라고 한다.

### 주연장
다음 데이터가 주어졌다고 하자.
- {\displaystyle n}차원 매끄러운 다양체 {\displaystyle M}
- 리 군 {\displaystyle G}
- {\displaystyle X} 위의 매끄러운 {\displaystyle G}-주다발 {\displaystyle \pi \colon P\twoheadrightarrow X}
- 자연수 (음이 아닌 정수) {\displaystyle 0\leq q\leq p}

그렇다면, 다음과 같은, {\displaystyle M} 위의 올다발을 정의할 수 있다.
{\displaystyle \mathrm {W} ^{p,q}P=\mathrm {F} ^{p}M\times _{M}\mathrm {J} ^{q}P}
여기서
- {\displaystyle \mathrm {F} ^{p}M}은 {\displaystyle M} 위의 {\displaystyle p}차 틀다발이다. 이는 {\displaystyle M} 위의 주다발이며, 그 올군은 {\displaystyle p}차 {\displaystyle n}차원 제트 군 {\displaystyle \operatorname {Jet} (p,n)}이다.
- {\displaystyle \mathrm {J} ^{q}P}는 {\displaystyle P} 위의 {\displaystyle q}차 제트 다발이다. 이는 {\displaystyle P} 위의 벡터 다발이다.
- {\displaystyle \times _{M}}은 {\displaystyle M} 위의 두 올다발의 곱이다.

즉, 국소적으로 {\displaystyle \mathrm {W} ^{p,q}P}의 점은 다음과 같은 꼴이다.
{\displaystyle (\mathrm {j} _{0}^{p}f,\mathrm {j} _{x}^{h}g)}
여기서
- {\displaystyle f\colon U\to V}은 단사 매끄러운 함수이며, {\displaystyle 0\in U\subseteq \mathbb {R} ^{n}}은 열린집합이며, {\displaystyle x\in V\subseteq M} 역시 열린집합이다.
- {\displaystyle \mathrm {j} _{0}^{p}f}는 {\displaystyle f}의, {\displaystyle 0\in U}에서의 {\displaystyle p}차 제트이다.
- {\displaystyle s\colon V\to P}는 {\displaystyle P\upharpoonright V}의 단면이다.

이는 {\displaystyle P} 위의 주다발을 이룬다. 그 올군은
{\displaystyle \operatorname {Jet} (n,p)\rtimes \mathrm {T} ^{q}G}
이다. 여기서
{\displaystyle \mathrm {T} ^{q}G=\{\mathrm {j} _{0}^{q}g\colon g\colon \mathbb {R} ^{n}\to G\}}
이며, 그 군 연산은 다음과 같다.
{\displaystyle (\mathrm {j} _{0}^{p}f,\mathrm {j} _{0}^{q}g)(\mathrm {j} _{0}^{p}f',\mathrm {j} _{0}^{q}g')=\left(\mathrm {j} _{0}^{p}(f\circ f'),\mathrm {j} _{0}^{q}\left(\left(\mathrm {g} \circ f'\right)g'\right)\right)}
이 군은 {\displaystyle \mathrm {W} ^{p,q}P} 위에 다음과 같이 오른쪽에서 작용한다.
{\displaystyle (\mathrm {j} _{0}^{p}f,\mathrm {j} _{x}^{q}s)(\mathrm {j} _{0}^{p}f',\mathrm {j} _{x}^{q}g)=\left(\mathrm {j} _{0}^{p}(f\circ f'),\mathrm {j} _{0}^{q}\left(\sigma \cdot (g\cdot f'^{-1}\cdot f^{-1})\right)\right)}
이를 {\displaystyle P}의 {\displaystyle (p,q)}차 주연장(主延長, 영어: principal prolongation)이라고 한다.:150–151, §15.3:Definition 3.4

## 성질

### 대역적 자명화의 존재
위상 공간 {\displaystyle X} 위의 주다발 {\displaystyle P}에 대하여, 대역적 자명화(=주다발의 동형 {\displaystyle P\cong X\times G})가 존재할 필요 충분 조건은 대역적 단면 {\displaystyle s\in \Gamma (P)}가 존재하는 것이다. (이는 {\displaystyle s\colon x\mapsto (x,1_{G})}로 여길 수 있다.)

### 분류
위상군 {\displaystyle G}에 대하여, 분류 공간 {\displaystyle \mathrm {E} G\twoheadrightarrow \mathrm {B} G}을 구성할 수 있다. 그렇다면, ({\displaystyle X}에 대한 적절한 조건 아래) {\displaystyle X} 위의 {\displaystyle G}-주다발들의 동형류들은 연속 함수 {\displaystyle X\to \mathrm {B} G}들의 호모토피류들과 표준적으로 일대일 대응한다. 구체적으로, 연속 함수 {\displaystyle f\colon X\to \mathrm {B} G}에 대응하는 {\displaystyle G}주다발은 {\displaystyle f^{*}\mathrm {E} G}이다.

## 예

### 자명 주다발
임의의 위상 공간 {\displaystyle X}와 위상군 {\displaystyle G}에 대하여, {\displaystyle X\times G}는 군 작용
{\displaystyle (x,h)\cdot g=(x,h\cdot g)}
과 사영 사상
{\displaystyle (x,h)\mapsto x}
을 주면 주다발을 이룬다. 이를 자명 주다발(自明主-, 영어: trivial principal bundle)이라고 한다.

### 틀다발
위상 공간 {\displaystyle X} 위의 {\displaystyle k}차원 벡터 다발 {\displaystyle E}가 주어졌을 때, 어떤 표준적인 {\displaystyle \operatorname {GL} (k;\mathbb {R} )}-주다발을 정의할 수 있으며, 이를 틀다발이라고 한다.

## 응용
주다발의 개념은 위상수학 및 미분기하학에서 쓰이고, 물리학에서도 일반 상대성 이론 및 게이지 이론을 다룰 때 쓰인다. 예를 들어, 필바인의 국소적 로런츠 대칭은 올이 SO(1,3)인 주다발로 나타내어진다.

## 같이 보기
- 게이지 이론
- 벡터 다발
- 연관 다발